# 14-й корпус Кремля
14-й ко́рпус Кремля́ — административное здание, располагавшееся на Ивановской площади Московского Кремля с 1934 по 2016 год. Построено на месте Малого Николаевского Дворца, Чудова и Вознесенского монастырей, которые были снесены в 1929—1930 годах. Архитектором проекта выступал Владимир Апышков при непосредственном участии Ивана Рерберга.
Изначально в корпусе располагалась школа военного состава РККА, позднее его занимали комендатура Кремля и секретариат Президиума Верховного Совета СССР. После распада Советского Союза в здании находились резервный кабинет и администрация президента. В 2001-м в помещениях начались ремонтные работы, которые с перерывами продлились до 2014 года, когда было принято решение демонтировать постройку. Весной 2016-го на этом месте открылся парк с застеклёнными шурфами, открывающими фундаменты древних монастырей.

## История

### Строительство

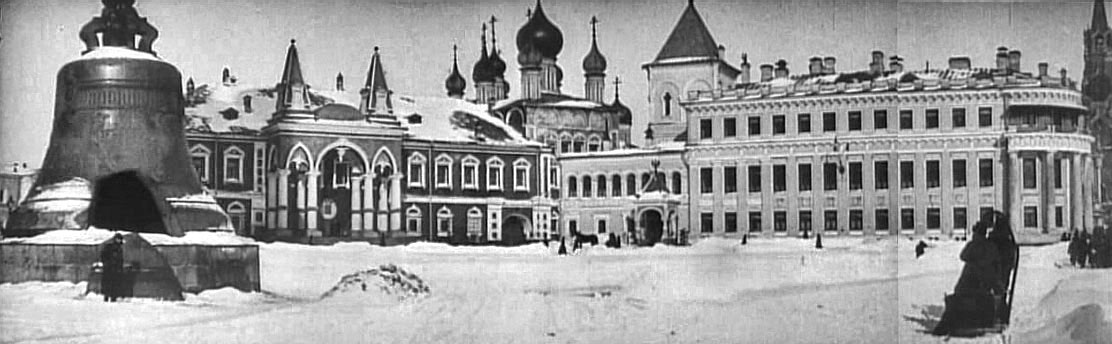
Вид на Ивановскую площадь до строительства 14-го корпуса Кремля. Слева направо: Царь-колокол, Чудов монастырь, Малый Николаевский дворец, 1909 год

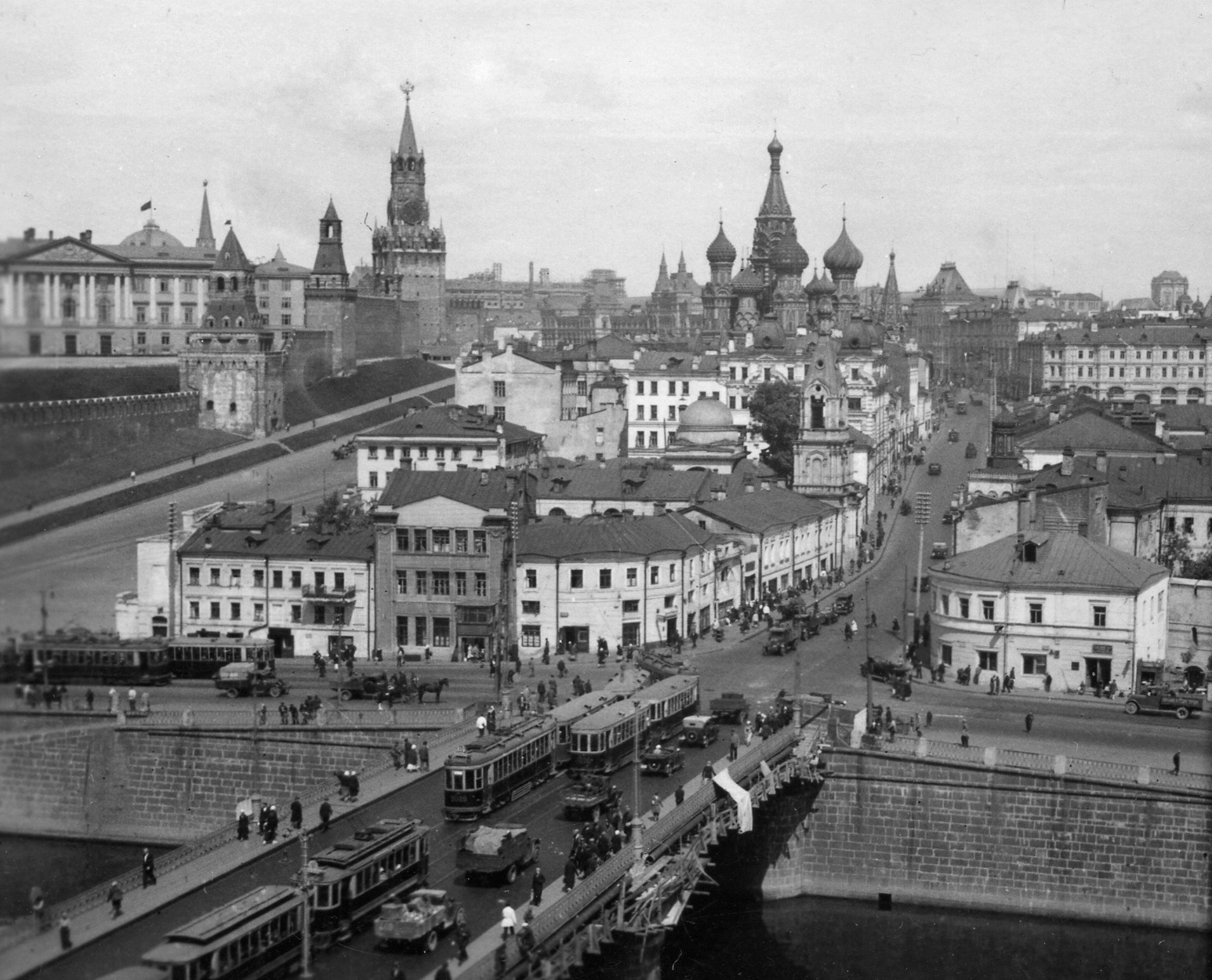
Панорама Москвы с возвышающимся 14-м корпусом Кремля, 1935 год

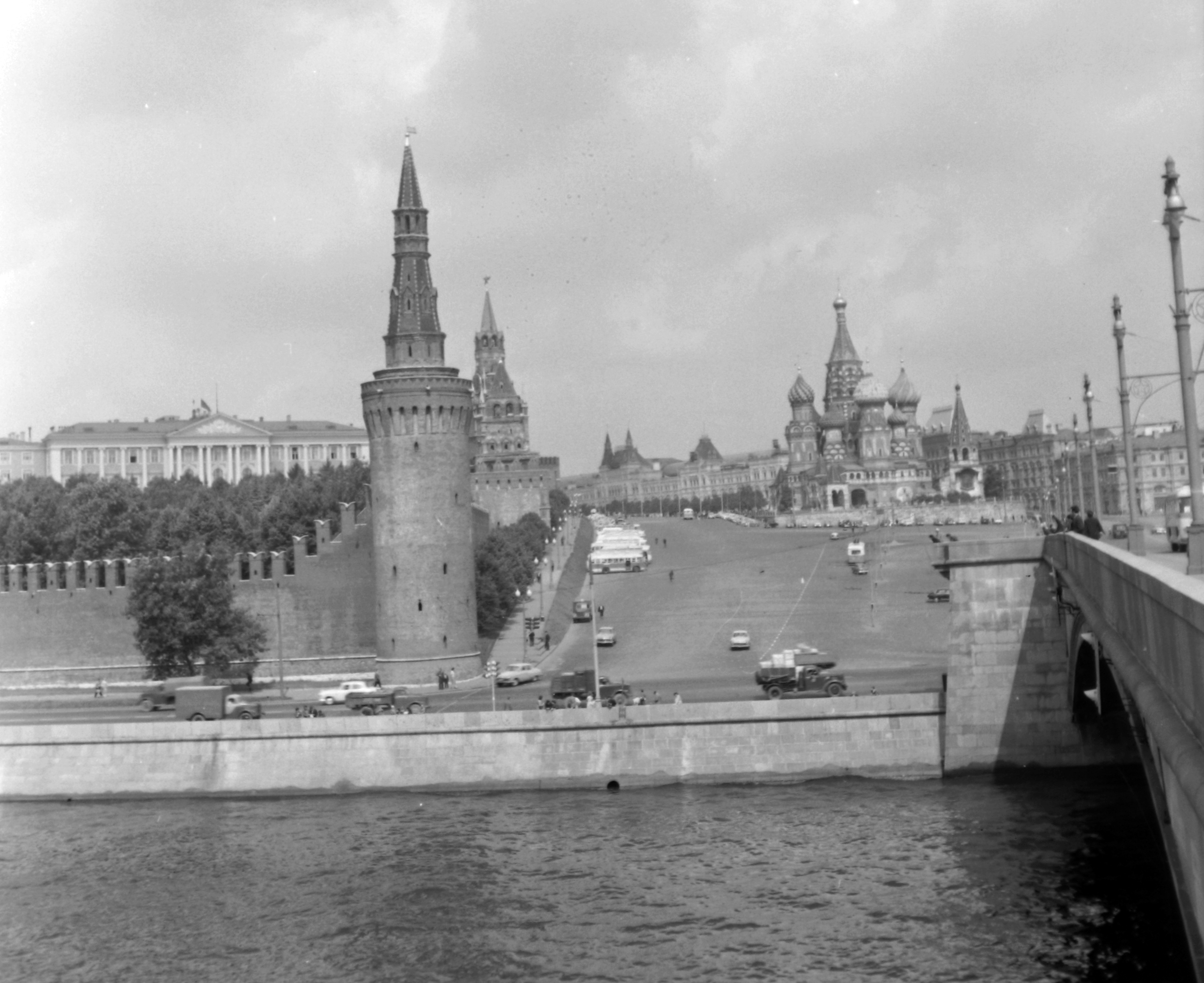
Слева направо: 14-й корпус Кремля, Беклемишевская башня, Храм Василия Блаженного, 1965 год

Изначально на месте 14-го корпуса Кремля располагались Чудов и Вознесенский монастыри, а также Малый Николаевский дворец. Отдельные историки предполагают, что ещё раньше на этой территории находился татарский конюшенный двор, который в 1365 году был передан в дар митрополиту Алексию. Он основал на этом участке деревянную церковь Чуда Архистратига Михаила и обитель иноков. В 1386-м рядом расположился собор Вознесения Господня, который способствовал появлению женского монастыря. В 1817 году митрополичий дом, относившийся к владениям Чудова монастыря, перешёл в ведомство дворцового управления и был переоборудован под резиденцию великого князя Николая Павловича. Малый Николаевский дворец являлся местом пребывания императоров во время визитов в Москву. После революции 1917-го в нём расположился штаб Первых московских пулемётных курсов РККА.
В конце 1920-х годов на этом месте было решено возвести новое здание для школы военного состава РККА. Проект реконструкции был засекречен и неясно, кто именно отвечал за его разработку. Предположительно, в обсуждении работ, представленных на закрытый конкурс, участвовали высокопоставленные военные чины и комендатура Кремля. Известно, что рассматривалось несколько планов перестройки. Так, один из них был подготовлен архитекторами Иваном Жолтовским и Алексеем Щусевым. Они хотели сохранить часть исторических построек, включая церкви Благовещения и Алексия Митрополита, а также собор Чуда Архистратига Михаила. Однако советское правительство отдало предпочтение более экономичному варианту Владимира Апышкова, который на тот момент работал в военном ведомстве. Проект подразумевал полный снос исторических памятников. Некоторые исследователи полагают, что в основе художественного оформления нового дома лежали идеи Жолтовского. Долгое время автором 14-го корпуса считался Иван Рерберг, роль Апышкова удалось установить только при изучении номенклатурной переписки в 2014 году. Путаница могла возникнуть в связи с тем, что Рерберг также участвовал в работе и осуществлял надзор за строительством.
Несмотря на попытки Наркомата просвещения сохранить архитектурные памятники, в декабре 1929 года по приказу Иосифа Сталина начались демонтажные работы. В спешке археологам не предоставили возможность вынести ценные фрески и элементы убранства церквей, удалось спасти лишь малую часть. Во время сноса монастырей взрывчатка не затронула подвалы, так как закладывалась исключительно в наземные сооружения. Новый корпус имел четыре этажа, но был сооружён по технологии возведения американских небоскрёбов того времени: его несущие стены имели толщину 3,5 метра, а внутри них были установлены двутавровые металлические балки. Работы проходили с 1932 по 1934 год. Строение стало первым зданием на территории Кремля, возведённым после революции, вторым являлся Дворец съездов, заложенный в 1959-м. После Олимпиады 1980 года корпус решено было дополнить Мраморным залом на 788 человек для проведения пленумов Центрального комитета КПСС. Через два года строительство под руководством Виктора Гришина было окончено.

### Использование

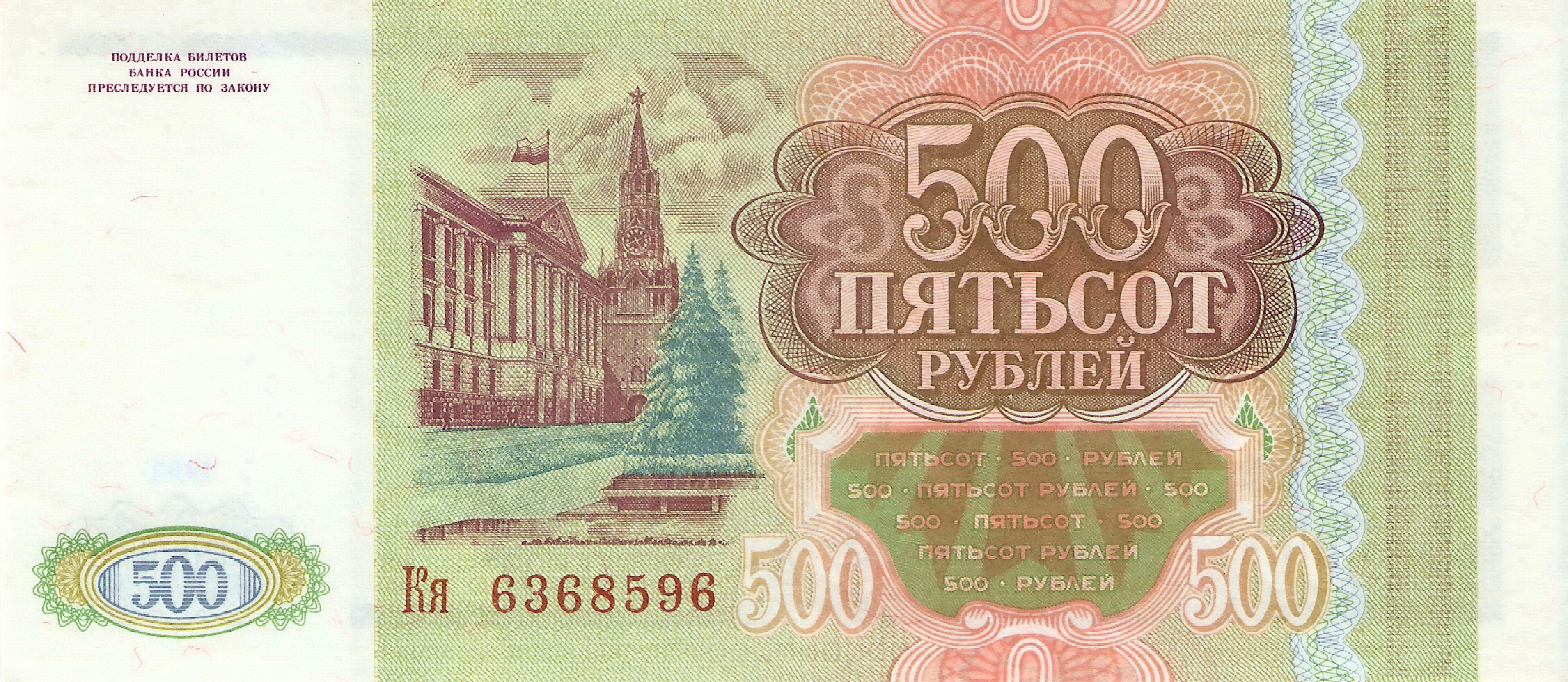
Изображение 14-го корпуса на билете банка России, 1993 год

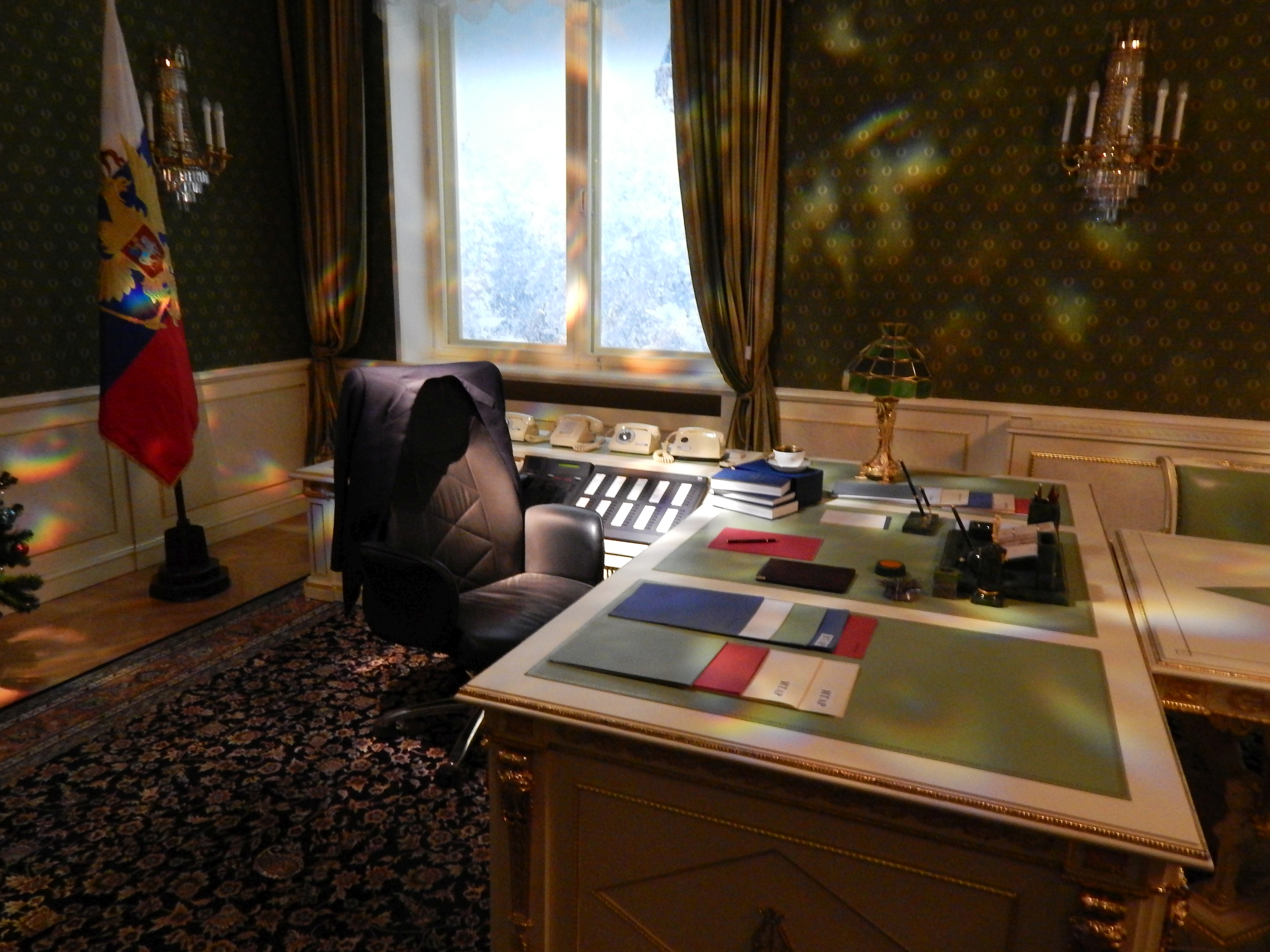
Рабочий кабинет Бориса Ельцина, воссозданный в Ельцин-центре, 2015 год

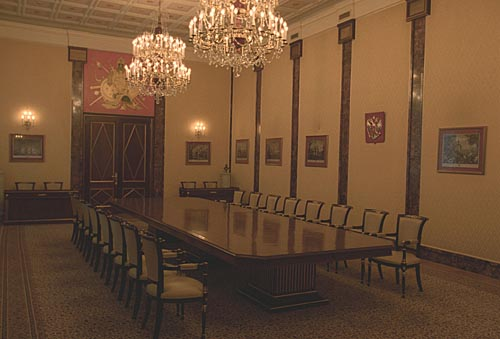
Зал консультаций в 14-м корпусе Кремля, начало XXI века

С момента основания и до 1935 года строение называлось 1-й Советской объединённой школой РККА имени ВЦИК. Позднее курсантов, обучавшихся в аудиториях корпуса, перевели в Лефортовские казармы, а в 1938-м в доме на Ивановской площади расположились комендатура Кремля и секретариат Президиума Верховного Совета СССР.
В 1958 году здание перестроили под Кремлёвский театр. Помещение было рассчитано на 1200 зрителей, для входа которых открывали Спасские ворота. Однако из-за неприспособленности помещений для массовых зрелищных мероприятий в 1967-м труппу выселили.
В следующие два года залы корпуса реконструировали для проведения заседаний Верховного Совета СССР, которые проходили в этом доме вплоть до 1991 года.
Летом 1991 года президент СССР М. С. Горбачев выделил недавно избранному президенту РСФСР Б. Н. Ельцину несколько кабинетов на четвёртом этаже 14-го корпуса Кремля. Б. Н. Ельцин начал работать в этом здании сразу после принятия присяги на торжественном заседании пятого Съезда народных депутатов России 10 июля. В день инаугурации Ельцина над зданием был поднят флаг республики. При этом основное место работы президента Б. Н. Ельцина до событий 19-22 августа 1991 года находилось в Доме Советов РСФСР. После провала ГКЧП Б. Н. Ельцин и его ближайшие соратники из Кремля уже не выезжали.  Когда Михаил Горбачёв покинул должность президента СССР, рабочие помещения Ельцина были перенесены в Сенатский дворец. Однако во время его реставрации в 1993 году президент был вынужден вернуться в 14-й корпус. После распада Советского Союза в парадных залах здания до февраля 2008 года проходили ежегодные пресс-конференции президента России. С 2008-го помещения занимал административный аппарат: пресс-служба, служба протокола, управление по внешней политике, ФСО и комендатура Кремля, а также секретарь совета безопасности. Кроме того, в парадной части здания был оборудован резервный кабинет президента России. В ноябре 2009 года на стене здания установили мемориальную табличку в память об утраченных памятниках архитектуры, располагавшихся на этом месте.

### Демонтаж

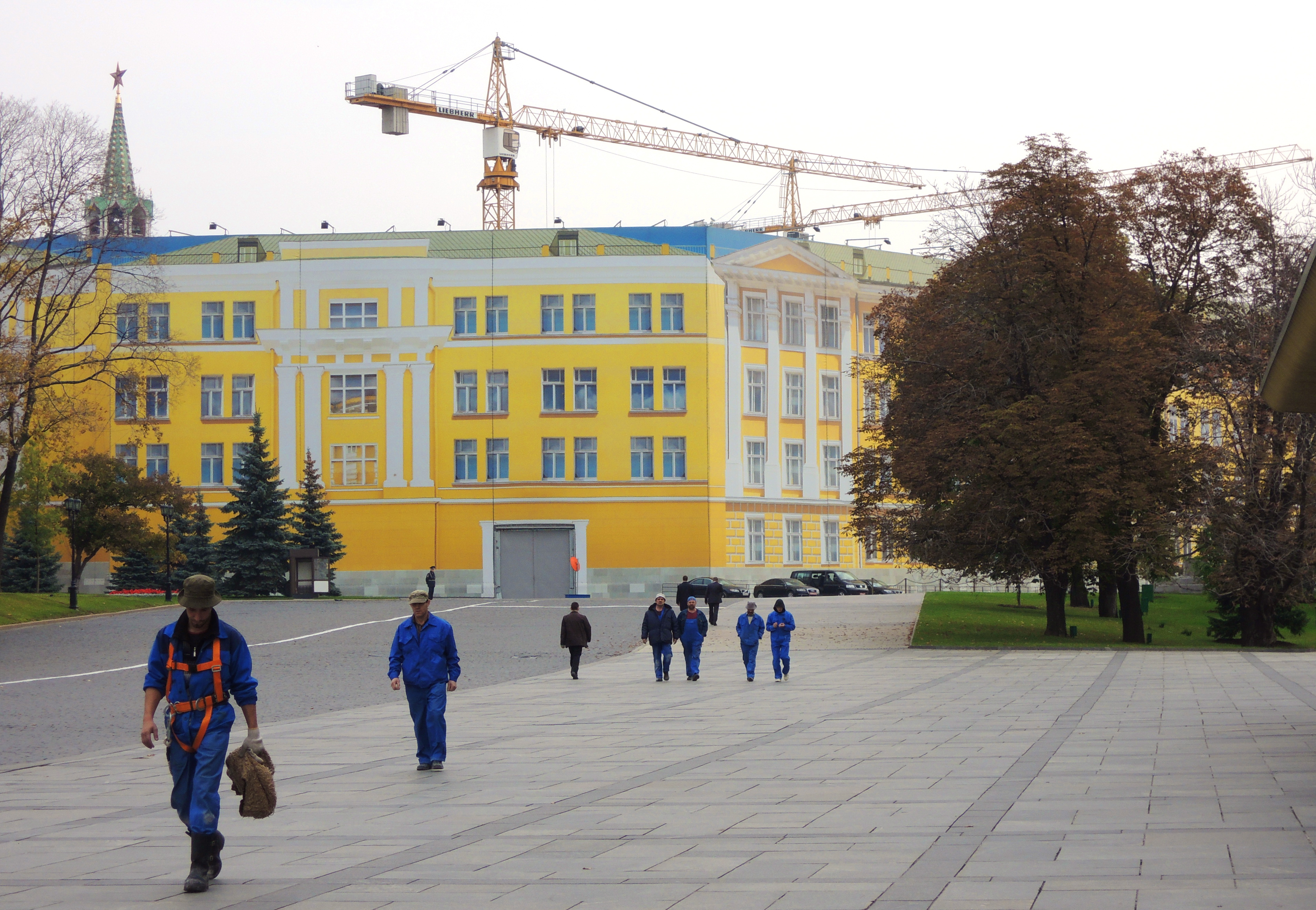
Ограждение 14-го корпуса Кремля во время ремонта, 2014 год

После того, как здание 14-го корпуса начало проседать, было принято решение провести его реконструкцию. Работы, начавшиеся в 2001 году, планировалось завершить в течение нескольких лет, однако ремонт затянулся. Все эти годы здание корпуса было закрыто от глаз посетителей Кремля тканью. После того, как в 2011 году все службы администрации президента были переведены из здания на Старую площадь, здесь развернулись масштабные ремонтно-строительные работы, на которые было потрачено порядка 8 миллиардов бюджетных рублей. Весной 2014 года были проведены наиболее трудоёмкие работы по укреплению фундамента и несущих стен. Позднее фирма «Инжтрансстрой», выполнявшая проект, заявила о прекращении своей деятельности.
31 июля 2014 года президент России В. В. Путин предложил снести существующее здание и начать на его месте реконструкцию разрушенных в 1930-е годы Вознесенского и Чудова монастырей. «Такая возникла идея — не восстанавливать этот „новодел“ (14-й корпус Кремля), а, наоборот, восстановить исторический облик этого места с двумя монастырями и церковью», — заявил он. «Я сразу хочу сказать, что я ни на чём не настаиваю — это идея, предложение», — подчеркнул Путин. Предложение возникло в ходе беседы с мэром Москвы Сергеем Собяниным, заместителем директора музеев Московского Кремля Андреем Баталовым и ректором Московского института архитектуры Дмитрием Швидковским.
Хотя Путин призвал не воспринимать его слова как окончательное решение, Баталов и Швидковский выразили готовность провести исторические изыскания в пользу этого проекта. Несмотря на то, что 14-й корпус входил в архитектурный ансамбль Московского Кремля, находящегося в списке объектов всемирного наследия ЮНЕСКО и также являлся выявленным объектом культурного наследия России, это здание, по мнению ректора МАРХИ Дмитрия Швидковского, никакой архитектурной ценности не представляло.
Эта идея вызвала отторжение и серьёзную обеспокоенность в среде специалистов, так как не существует ни обмеров утраченных зданий, ни, в достаточной мере, иконографического материала — в то же время, существующий исторический памятник будет утрачен. Искусствоведами было отмечено, что 14-й корпус успел стать важной частью истории Кремля: он был изображён на купюрах номиналом 500 рублей в 1991—1993 годах, а также служил фоном при съёмках с декабря 2000 года по декабрь 2007 года новогоднего обращения президента.
В середине ноября 2015 года после согласований с ЮНЕСКО и Международным советом по охране памятников было принято решение о сносе здания. Проект сноса требовал определённой подготовки из-за близости других сооружений Кремля.
Чтобы не повредить соседние постройки, при демонтаже было запрещено использовать взрывчатку или тяжёлую технику, поэтому для разбора стен применяли алмазные пилы. Работы велись круглосуточно в течение семи месяцев.
Тогда же появилась информация о разработке проекта постройки Чудова, Вознесенского монастырей и Малого Николаевского дворца, однако окончательное решение будет приниматься позже. Всё это время ходили слухи о возможном восстановлении монастырей и дворца на сохранившемся фундаменте. Однако при подробном изучении архивных материалов стало ясно, что для точного воссоздания построек недостаточно данных. Историки отмечают, что по состоянию на 2015 год было обнаружено примерно 20 % необходимой информации.
Во время реконструкции здания учёным удалось провести небольшое изыскание: в подземные буры спускались зонды с видеокамерой для изучения состояния подвалов монастырей. Основные археологические работы начались в сентябре 2014 года и с перерывами продолжались вплоть до 2016-го. Специалистами прорыто восемь шурфов и раскопов, найдены фундаменты трёх зданий Чудова Монастыря: трапезной, церквей Митрополита Алексия и Благовещения, а также часть Малого Николаевского дворца. На участках рядом с ними удалось разведать культурные слои до материнских пород. В этих местах были обнаружены фрагменты погреба и деревянный сруб, относящиеся к XVI-XVII векам. При исследовании грунта в подвалах 14-го корпуса археологи раскопали части монастырских построек и кладбище при Михайло-Архангельском соборе. Всего было найдено 108 захоронений, около полутора тысяч бытовых предметов и более 15 тысяч обломков керамики.
В культурном слое конца XII — первой трети XIII века под 14-м корпусом была обнаружена каменная формочка для отливки металлических грузиков, датируемая концом XII — началом XIII века. На ней сохранились около полутора десятков букв, часть из которых — в зеркальном начертании. Четыре буквы читаются как «РИЯН», они по мнению искусствоведов могут быть фрагментом подписи заказчика или исполнителя формы. Эта надпись является самой древней кириллической надписью из найденных на территории Москвы. 29 апреля 2016 года демонтаж здания был завершен.
10 мая 2016 года для посетителей был открыт парк, разбитый на месте демонтированного корпуса, что увеличило туристскую зону Кремля на 1,6 гектара. Вдоль расположения стен древних монастырей специалисты высадили кусты шаровой туи, голубые ели, махровую сирень, горные сосны, можжевельник, лапчатку и спирею. В декабре 2016-го в парке были открыты застеклённые шурфы, позволяющие увидеть фрагменты фундаментов и ценные находки археологов.
Летом 2017 года директор музеев Кремля Елена Гагарина сообщилa, что возведение новоделов на данной территории не планируется, но подчеркнула возможность создания музея в сохранившихся подземельях 14-го корпуса. В ноябре того же года было заявлено, что на реализацию этого проекта в 2018-м из городского и федерального бюджетов будет выделено 974 миллиона рублей.
Для посетителей подвалы с историческими артефактами, как и планировалось, стали доступны в 2020 году. Музей археологии Чудова монастыря, созданный на месте демонтированного 14-го корпуса, является, по заявлению управляющего делами президента РФ, уникальным, не имеющим аналогов на территории России. Экспозиция музея основана, в первую очередь, на результатах проводившихся на этой территории археологических исследований, и посвящена древнейшей истории Москвы и располагавшемуся здесь ансамблю Чудова монастыря. Через стеклянную плиту (пол), перекрывающую многослойный археологический раскоп, можно увидеть подлинную трёхмерную модель исторического формирования территории Кремля. Для сохранности почвы раскопа и всех демонстрируемых экспонатов в помещении постоянно поддерживается определённый температурно-влажностный режим. В музее, посещение которого возможно исключительно в группах не более 20 человек, вместо экскурсовода работает специально разработанная мультимедийная программа. 4 ноября 2020 года, в День народного единства, в сопровождении официальных лиц новый музей посетил президент РФ Владимир Путин.

## Архитектура и интерьеры

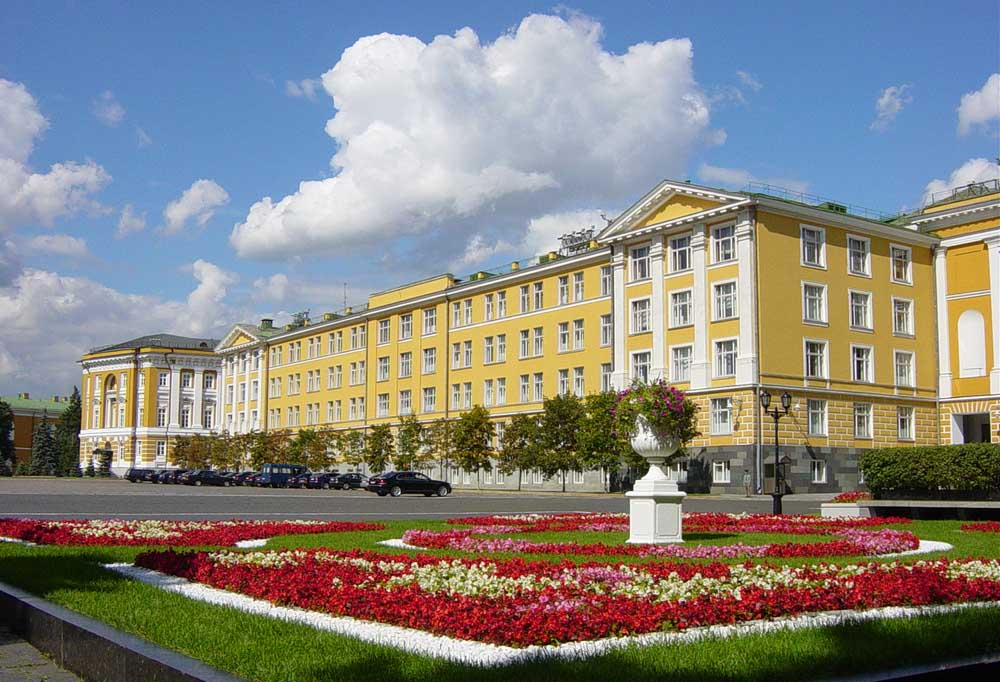
Вид на 14-й корпус Кремля с Ивановской площади, 2006 год

Здание было выполнено в неоклассическом стиле и имело сложную структуру трезубца, обращённого в сторону Сенатского дворца. Художественная выразительность дома вызывала разногласия у искусствоведов. Одни относили корпус к типовым постройкам начала XX века, другие полагали, что благодаря нейтральности фасадов он выигрышно подчёркивал соседствующие памятники Кремля. Сторона, обращённая к Ивановской площади, имела упрощённые архитектурные формы, что создавало однообразность восприятия. Более выразительной была часть дома, обращённая к Москве-реке. Она имела чёткую симметрию, центром которой являлся портик с восьмью колоннами. Изначально фронтон здания украшал герб Советского Союза.
В плане строение состояло из четырёх корпусов, разделённых на представительскую и рабочую зоны. В фасадной части располагались официальные залы, резервный кабинет президента, холл и аванзал. Парадный вестибюль соединялся боковыми лестницами с главным фойе, украшенным колоннадой, массивными паникадилами и панорамными окнами с видом на реку. Из этой комнаты посетители попадали в полукруглый зал заседаний, где главным элементом декора являлась уникальная круглая люстра, включавшая полторы тысячи ламп и весившая более тонны. Рядом находилось помещение для заседаний, а на третьем этаже располагалась анфилада парадных комнат. Убранство резервных президентских помещений было выдержано в классическом стиле: бра украшали лампы в виде свечей, полы были застелены коврами, которые эффектно контрастировали с отделкой стен. В 2015 году рабочий кабинет первого президента России был перенесён из здания в музей Бориса Ельцина в Екатеринбурге.
За фасадным корпусом находились помещения администрации президента. Средний корпус рабочей части соединялся с Мраморным залом. Изначально его убранство включало композицию из десяти статуй, представляющих рабоче-крестьянское движение. По легенде, во время установки выяснилось, что памятник, изображавший военного, целился пистолетом в трибуны пленума ЦК, поэтому пришлось изготовить новую скульптуру в кратчайшие сроки.